# Гнилиця (річка)

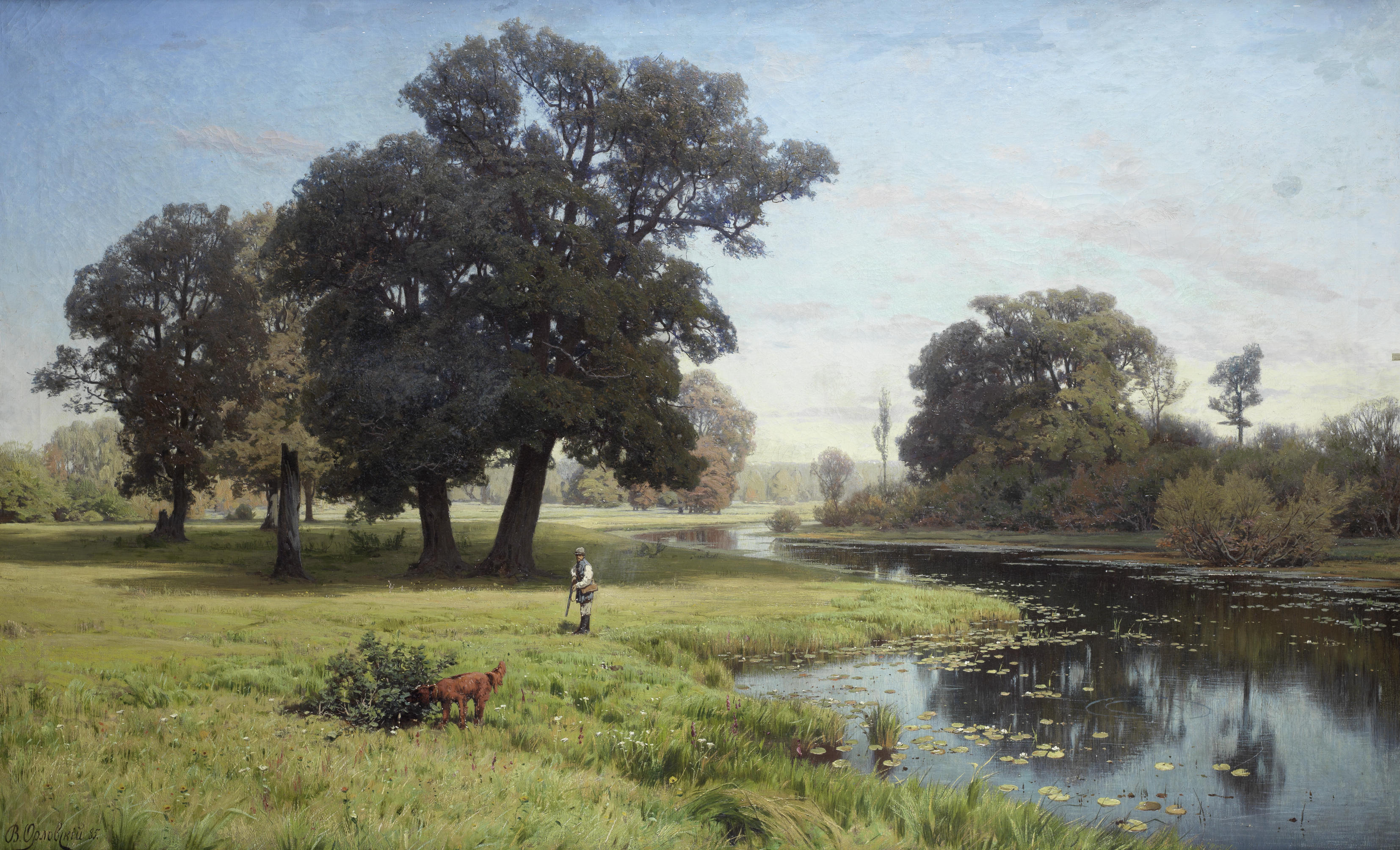
Володимир Орловський, «Річка Гнилиця» (1885)

Гнили́ця — річка в Україні, в межах Великобурлуцької селищної громади Куп'янського району та Печенізької селищної громади Чугуївського району Харківської області. Ліва притока Сіверського Дінця (басейн Дону).

## Опис
Довжина 31 км, площа водозбірного басейну 275 км². Похил річки 2,4 м/км. Долина асиметрична (правий берег вищий і стрімкіший від лівого). Річище слабозвивисте, завширшки 5—15 м. Є кілька невеликих ставків.

## Розташування
Бере початок на північний схід від села Гнилиці, в межах Середньоросійської височини. Тече переважно на південь — південний захід. Впадає до Сіверського Дінця на 877 км від його витоку, в південно-східній частині Печенізького водосховища, на південний захід від села Артемівки, утворюючи Кулаківську затоку.

## Притоки
- Вовчий яр - права притока біля витоків річки у Великобурлуцькій громаді.[1]
- Сірий яр - ліва притока у Великобурлуцькій громаді, бере початок на південному заході від села Підсереднє, тече на південний захід і впадаж у Гнилицю на північній околиці села Гнилиця Перша.[2]
- Балка Крутенька - ліва притока у Великобурлуцькій громаді, впадає у центральній частині села Гнилиця Перша.
- Балка Куп'юваха - ліва притока у Великобурлуцькій громаді. Бере початок у селі Яєчне, тече спочатку на південний захід потім на захід, впадає у річку Гнилицю на північній околиці села Гнилиця.[3]
  - Балка Куп'юваха - ліва притока Куп'ювахи. Бере початок у селищі Куп'єваха, тече спочатку на захід потім на північний захід, впадає у балку Куп'юваху на північно-східній околиці села Гнилиця.[4]
- Вороний яр - ліва притока у Великобурлуцькій громаді, впадає на південній околиці села Гнилиця. [5]
  - Поперечний яр - права притока Вороного яру.[6]
- Попасний Яр - ліва притока у Великобурлуцькій громаді. Впадає південніше села Зелений Гай[7]
- Берестовий яр - ліва притока у Великобурлуцькій та Печенізькій громадах. Бере початок на сході від села Нова Олекскндрівка,  тече на північний захід і впадає у Гнилицю на південній околиці села Аркушине.[8]
- Балка Склярева - ліва притока у Печенізькій громаді, впадає на північно-східній околиці села Артемівка[9]
- Сулимів яр - права притока у Печенізькій громаді, впадає на південно-західній околиці села Артемівка.[10]
  - Дальній Байрачок - права притока яру Сулимового.[11]
- Гнилушка - права притока у Печенізькій громаді. Бере початок на південному заході від села Борщова, тече на південний захід і впадає у Гнилицю на заході від села Артемівка.[12]

## Населені пункти
Над річкою розташовані села (від витоків до гирла): Гнилиця Перша, Гнилиця, Зелений Гай, Аркушине, Артемівка.

## Природоохоронні території
У верхів'ї річки розташований гідрологічний заказник місцевого значення Гнилицький. У пониззі річки розташований регіональний ландшафтний парк Печенізьке поле.